# 岡田結実
岡田 結実（おかだ ゆい、2000年〈平成12年〉4月15日 - ）は、日本の女優、ファッションモデル、タレント。Viivo所属。
大阪府大阪市出身。身長：160cm、スリーサイズ：B=80cm/W=56cm/H=80cm、シューズ：23.0cm、血液型：B型。
父はお笑いタレントの岡田圭右（ますだおかだ）、母は元お笑いタレントの上嶋祐佳、兄は俳優の岡田隆之介。

## 略歴
2001年、1歳のときジュニアモデルとしてデビュー。
2010年から4年間、『天才てれびくん』（Eテレ）に「てれび戦士」として出演。2012年、同番組で「1分間に片足で左右揃えた靴下をかごに入れた数」のギネス世界記録（11足）を樹立。
2011年から2年間、『ニコ☆プチ』（新潮社）の専属モデルを務める。
2014年、『ピチレモン』（学研プラス）の第22回ピチモオーディションで約10000人の中から選出されるグランプリ4名のうちの1人となり、専属モデルを1年間務める。
2016年、インセント からオスカープロモーションに移籍。10月に漫画誌『週刊少年サンデー』（小学館）のグラビアページに登場し、初表紙&初水着グラビアを披露した。
2017年2月公開の映画『傷だらけの悪魔』で役者デビュー。17歳の誕生日にあたる4月15日に、初写真集2冊（男性ファン向けの『きゅーじゅーはちぱーせんとのゆい』と女性ファン向けの『hungry!!!』）を同時発売。
2018年3月放送『静おばあちゃんにおまかせ』（テレビ朝日）で、ドラマ初出演にして主演。
2019年1月期放送の『私のおじさん〜WATAOJI〜』（テレビ朝日）で連続ドラマ初主演。
2020年3月末でオスカープロモーションを退所した。退所の理由には「方向性の違い」を上げている。
2020年5月19日、新たに芸能事務所「Viivo」に所属したことを公式Instagramで発表した。
2025年4月3日、結婚を発表した。

## 人物

### 趣味・嗜好
- 児童書『かいけつゾロリ』シリーズのファン[18]。
- 家のタオルは全部今治タオルである[19]。
- 売れていないバンドが好きで、地方のライブハウスを見つけ応援するのが趣味。
- 父・圭右と同じオリックス・バファローズの大ファンである。

### エピソード
- 『ダイヤモンドZAi』誌のインタビューで、19歳のときにお小遣い制になったと明かした。それまでは欲しいものがあれば母と交渉して買ってもらっていた。使い道はコスメが大部分を占める[7]。
- 2019年3月に高校を卒業後、大学には行かず芸能活動に専念。のちに明らかにしたところによれば、大学の一芸入試を受け、一次試験には合格したものの、二次試験の申し込み手続きのミスで不合格になったという[20]。
- 2022年公開の映画『ウラギリ』に主演した際、中前勇児監督の強い意向で共演者の齊藤英里と共にタバコを吸う演技をすることとなり、人生で初めて喫煙をした。当初はネオシーダーで練習をしていたが、体質が合わずにニコチン・タール他の有害物質が含まれている本物の紙巻きたばこに変更したところ「タバコおいしかった、機会があればまたやりたい。」と感想を述べ、中前監督の称賛を受けたが『受動喫煙対策推進キャラクター』としての波紋が広まっている。尚、岡田本人は撮影終了以降、禁煙中である[21][22][23][24]。

### 憧れの人物
- 「一度でいいから会ってみたい芸能人」に濱田岳を挙げている[25]。
- 『天才てれびくん』で共演した出川哲朗を「ボス」と呼んで師匠のように尊敬しており、「リアクション芸とか（バラエティーに必要な）いろんなものの形成っていうのはボスにしてもらいました」と語っている[26]。

### 家族
- 父・圭右のギャグ「閉店ガラガラ」「ワオッ！」なども振られればノリノリで披露する[27]。「最近（2016年）は（ギャグを）やりすぎて、お父さんから『金くれ』っていわれる」とコメントしている[28]。ただし、父との共演はNGで、岡田家の家訓として父子共演は絶対にしないと公言している。理由は「一緒に出ると、頼るから」というのを母親から間接的に聞いたという[29]。
- 母親の祐佳とは、2016年10月にテレビで共演し[30]、母の普段の行動を暴露した。なお両親は2017年11月に離婚し親権は母が持っている。父・圭右の娘であることは、ダウンタウンの浜田雅功と共演した際、彼に質問されたことによって公表したという[31]。
- 2020年、父・圭右が再婚した女性との間に長男が誕生したことにより20歳年下の異母弟が出来た[32]。

## 受賞歴
2014年
- 第22回ピチレモンモデルオーディション グランプリ[9]

2017年
- 第2回 CHANGE LIFE OF THE YEAR 2017 ティーン部門（「メルカリ」主催）[33]
- E-ラインビューティフル大賞（日本成人矯正歯科学会主催）[34]

2019年
- BLOG of the year 2018 優秀賞（オフィシャル部門）（サイバーエージェント主催）[35]

2020年
- 第13回 日本シューズベストドレッサー賞 女性部門（靴のめぐみ祭り市実行委員会主催）[36]

2024年
- ベストスマイル・オブ・ザ・イヤー2024[37]

## 出演

### 映画
- 傷だらけの悪魔（2017年2月4日公開、KADOKAWA） - 名取静 役[38]
- ショコラの魔法（2021年6月18日公開、イオンエンターテイメント） - 飯田直 役[39]
- 私はいったい、何と闘っているのか（2021年12月17日公開、日活・東京テアトル） - 伊澤小梅 役[40][41]
- ウラギリ（2022年8月5日公開、エムエフピクチャーズ） - 主演・岡本加奈子 役（齊藤英里とダブル主演） [42]
- 26時13分（2023年5月26日公開、テンダープロ） - 主演[43]
- 他人は地獄だ（2024年11月15日公開、イオンエンターテイメント） - ヒロイン・メグミ 役[44]

### テレビドラマ
- 静おばあちゃんにおまかせ（2018年3月23日・30日、テレビ朝日） - 主演・高遠寺円 役[14]
- ヒモメン（2018年7月28日 - 9月8日、テレビ朝日「土曜ナイトドラマ」） - 浜野このみ 役[45]
- 金曜ナイトドラマ（テレビ朝日）
  - 私のおじさん〜WATAOJI〜（2019年1月11日 - 3月8日） - 主演・一ノ瀬ひかり 役[15]
  - 女子高生の無駄づかい（2020年1月24日 - 3月6日） - 主演・バカ（田中望）役[46]
- 夜がどれほど暗くても（2020年11月22日 - 12月13日、WOWOW「連続ドラマW」） - ヒロイン・星野奈々美 役[47]
- 江戸モアゼル〜令和で恋、いたしんす。〜（2021年1月7日 - 3月11日、読売テレビ・日本テレビ「木曜ドラマF」） - 主演・仙夏 役[48]
- 准教授・高槻彰良の推察 - ヒロイン・生方瑠衣子 役[49]
  - Season1（2021年8月7日 - 9月25日、フジテレビ「オトナの土ドラ」）
  - Season2（2021年10月10日 - 11月28日、WOWOW / 2022年3月5日 - 26日、フジテレビ「土ドラ」）[50]
- 連続テレビ小説 カムカムエヴリバディ（2021年12月7日 - 23日、NHK） - （雉真）雪衣 役[51]
- 何かおかしい（2022年6月1日 - 7月6日、テレビ東京） - 岡田結実（本人） 役[52]
- 最果てから、徒歩5分（2022年10月1日 - 11月26日、BSテレビ東京「土曜ドラマ9」） - 主演・幸田すもも 役[53]
- ああ、ラブホテル 〜秘密〜 第8話「記憶」（2023年7月7日、WOWOW「連続ドラマW-30」） - 荻野聡子 役[54]
- たとえあなたを忘れても（2023年10月22日 - 12月17日、朝日放送テレビ・テレビ朝日） - 藤川沙菜 役[55]
- 年下彼氏2 episode17「オトナの恋、はじめてください」（2024年12月8日、朝日放送テレビ） - ヒロイン・小泉由香 役[56]
- 特集ドラマ「天城越え」（2025年3月23日：BS8K、5月10日：BSプレミアム4K、6月14日：NHK BS） - 遊女・菊乃 役[57]
- 失踪人捜索班 消えた真実 第3話（2025年4月25日、テレビ東京） - リラ / 相場りりか 役[58]

### WEBドラマ
- 女盛り考察記（2023年10月4日 - 2024年1月15日、YouTube） - 主演・みれい / ミオ / ひな 役（中村ゆりかとダブル主演）[59][60]
- 家族のピース - 夏井真琴 篇 -（2024年9月11日 、TikTok） - 主演・夏井真琴 役[61]

### テレビ番組

#### バラエティ
- 天才てれびくんMAX / 大!天才てれびくん（2010年 - 2013年、NHK教育→NHK Eテレ） - てれび戦士
- 炎の体育会TV（2012年10月 - 2013年8月、TBS） - 準レギュラー
- 1周回って知らない話（2016年9月 - 2019年3月、日本テレビ） - レギュラー
- 誰だって波瀾爆笑（2016年10月 - 2020年3月、日本テレビ） - MC[62]
- テストの花道 ニューベンゼミ（2017年4月3日 - 2018年3月26日、NHK Eテレ） - ゼミ長
- オスカル!はなきんリサーチ（2019年1月12日（11日深夜） - 2020年3月21日（20日深夜）、テレビ朝日） - MC（小芝風花、籠谷さくらと共演）[63]
- ウェルカム!よきまるハウス（2022年3月 - （不定期）、NHK Eテレ）  - よき子 役
- ひるパ!〜土曜はゆるっとホームパーティー〜（2022年10月1日 - 2023年9月16日、テレビ東京） - 宮田俊哉(Kis-My-Ft2)とMC [64]
- オオカミ少年（2022年 - 、TBS） - 「ハマダ歌謡祭」ルーキーチーム

特番
- 逮捕の瞬間!密着24時（2019年11月17日 - 、フジテレビ） - MC

#### 情報・教養番組
- スポーツLIVE High FIVE!! → High FIVE!! 〜絶対☆バズるアスリート〜（2017年4月2日 -  2020年5月16日、CBCテレビ） - ハイファイブガール
- 首都圏情報 ネタドリ!（2018年4月13日 - 2022年3月18日、NHK総合） - レギュラー
- サンデージャポン（2020年4月5日 - 、TBS） - 不定期出演
- BSコンシェルジュ（2021年3月 - 2022年3月、NHK総合・BS1・BSプレミアム） - MC（丘みどりと交代で担当）[65]
- Finder TRIP（2021年4月9日 - 、東海テレビ） - メイン出演者[66]
- クイズ!薬丸家のSDGs生活（2021年12月 - 、BS-TBS）  - 娘 役
- news おかえり（2022年4月4日 - 、朝日放送テレビ） - 日替わりMC（隔週金曜日）[67]
- アニマルドック（2023年5月4日・2024年5月1日、NHK総合テレビ）

#### ドキュメント
- ニッポンの技で世界を修理 世界!職人ワゴン（2017年3月17日、テレビ東京） - ナレーション[68]
- ロボコン30年企画 笑って笑って笑って泣いたロボット秘話（2017年11月25日、NHK総合） - ナレーション[69]

### WEB番組
- ゆにばーす・ばいぶる（2021年12月3日 - 2022年3月25日、ABEMA格闘ch） - MC
- 隣の恋は青く見える3（2022年3月 - 5月、ABEMA） - MC
  - 隣の恋は青く見える4（2023年1月 - 3月、ABEMA） - MC
- ニンテンドーみんなのチャレンジ（2024年2月 - 10月、YouTube「任天堂公式チャンネル」）  - MC

### WEBラジオ
- 岡田結実のラクしよトーク supported by サボリーノ（2021年11月 - 2022年10月、AuDee） - パーソナリティ

### テレビアニメ
- ブレーカーズ（2020年1月7日 - 28日、NHK Eテレ） - 海 役[70]

### 劇場アニメ
- それいけ!アンパンマン かがやけ!クルンといのちの星（2018年） - 街の人 役

### 吹き替え
- 赤毛のアン（2017年5月6日公開、カナダ映画） - 主演：アン・シャーリー 役（エラ・バレンタイン）[71]

### 舞台
- 醉いどれ天使（2025年11月7日 - 23日〈予定〉、明治座 / 11月28日 - 30日〈予定〉、御園座 / 12月5日 - 14日〈予定〉、大阪新歌舞伎座） - ぎん 役（横山由依とダブルキャスト）[72]

### CM・広報
- ネクスト「HOME'S」（2016年）
  - 「キックボード」篇（2016年10月17日 - ）[73]
  - 「綱渡り」篇（2017年1月4日 - ）[74]
- 日枝神社・広報大使（2016年）[75]
- ガシー・レンカー・ジャパン「プロアクティブ+」（2016年 - ）[76][77]
- 第89回選抜高等学校野球大会 「センバツ応援ポスター」イメージキャラクター（2017年）[78]
- Supercell「クラッシュ・ロワイヤル」（2017年3月18日 - ）[79]
- イオンモール木曽川 リニューアップイメージキャラクター（2017年3月 - ）[80][81]
- 学情「あさがくナビ（朝日学情ナビ）」イメージキャラクター（2017年 - ）[82]
- 厚生労働省 受動喫煙対策推進キャラクター（2018年 - ）[83]
- NHK「受信料のお知らせ」『BS契約のうた』編（2018年）[84]
- ハウス食品「完熟トマトのハヤシライスソース」（2019年 - ）[85]
- 東京都「現代TOKYO怖話」アンバサダー（2019年 - ）[86]
- 株式会社マイダス（2021年1月 - ）[87]
- 株式会社ロイヤル不動産「学校法人 ロイヤル学園」（2021年2月 - ）
- 株式会社ナースステージ「ナースリー」『魔法使いナースリー』篇（2021年3月 - ）[88]
- デンタルラバー「スーパーホワイトLV」イメージガール（2021年 - ）[89]
- TeamトリプルV サポーター（2022年5月 - ）[90]
- 株式会社ピカパカ「ピカパカPCRクイック検査センター」（2022年8月 - ）[91]

### PV
- あっくん「プレゼント」（2015年）
- FOMARE「春風」（2018年）

## 書籍

### 写真集
- きゅーじゅーはちぱーせんとのゆい（2017年4月15日、東京ニュース通信社）ISBN 978-4-86336-645-9 - 写真集[13]
- hungry!!!（2017年4月15日、ぴあ）ISBN 978-4-8356-3819-5 - フォトブック[13]
- ゆいしょ。（2025年3月7日、東京ニュース通信社）ISBN 978-4867019634 - フォトブック[92][93]

### 雑誌連載
- Como（2001年 - 2008年、主婦の友社） - モデル
- ニコ☆プチ（2011年 - 2013年、新潮社） - 専属モデル
- ピチレモン（2014年7月号 - 2015年12月号、学研プラス） - 専属モデル